# Isola di San Pietro (Croazia)
San Pietro o San Pietro dei Nembi (in croato Sveti Petar) è un'isola della Croazia che fa parte dell'arcipelago delle isole Quarnerine ed è situata a sudest della punta meridionale della penisola d'Istria.
Amministrativamente appartiene alla città di Lussinpiccolo, nella regione litoraneo-montana.

## Geografia

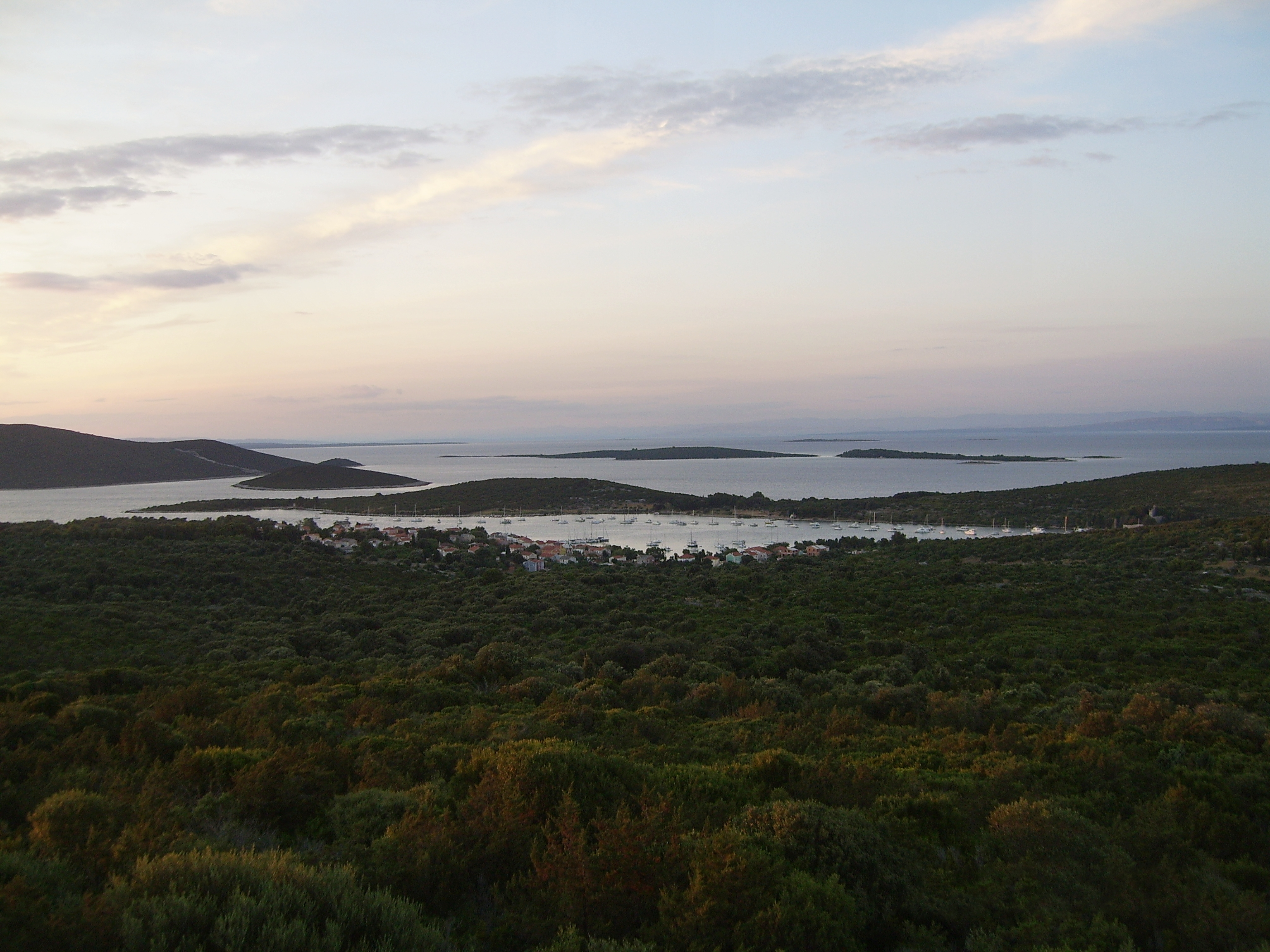
Vista da Asinello, con l'isola di San Pietro al centro appena oltre il canale. Si vedono anche Lussino e lo scoglio Capra sulla sinistra, le isole Oriole Piccola e Oriole Grande al centro, oltre San Pietro e l'isolotto Palazziol Grande sullo sfondo.

San Pietro si trova nella parte meridionale del Quarnaro, 60 km a sudest dell'Istria e 1 km a sudest dell'isola di Lussino; è separata da quest'ultima dalla porta di San Pietro (Ilovačka vrata). San Pietro si sviluppa in direzione nordovest-sudest per circa 2,21 km e raggiunge una larghezza massima di 660 m; la sua superficie è di 0,956 km².
San Pietro è di forma allungata con una strozzatura al centro che forma la baia più ampia dell'isola (Bočić). L'estremità sudorientale termina nella punta Scoglio (rt Južna Glavina), a nord si trova il capo Glavina Mala e a nordovest il capo Supetarski. A sudest, l'isola raggiunge la sua elevazione massima di 61,9 m s.l.m. (Velo brdo) Le coste si sviluppano per 5,70 km.
Oltre un canale lungo circa 2,5 km e largo 300 m si trova l'isola di Asinello.
Il terreno è utilizzato soprattutto come pascolo.

## Storia
Fin dal 1071, San Pietro e Asinello furono registrate insieme come Neumae Insulae (dal greco neuma, segno), per poi cambiare nome nel XIII secolo in Sanctus Petrus de Nimbis e in seguito, sotto l'influenza veneziana, in San Pietro dei Nembi.  Infine, quando i coloni croati giunsero sull'isola da Lussino nel XVIII secolo, chiamarono l'isola grande Tovarnjak (ovvero Asinello) e alla piccola rimase il nome di Sveti Petar (San Pietro).
Grazie all'ottima posizione geografica, il canale che separa Asinello e San Pietro è stato utilizzato in diversi periodi storici come punto d'approdo per le imbarcazioni.
Costruito su una precedente fortezza bizantina, sull'isola di San Pietro si trovano le rovine di un monastero benedettino del XI secolo, che apparteneva all'abbazia dell'isola di Sansego. Sul sito fu poi costruito il cimitero che tuttora serve l'insediamento di San Pietro dei Nembi sulla vicina Asinello. Sono presenti anche strutture di epoca veneziana come gli ormeggi e il palazzo dell'amministrazione.